# Iouri Siomine
Pour les articles homonymes, voir Siomine.
Iouri Pavlovitch Siomine (en russe : Юрий Павлович Сёмин), né le 11 mai 1947, à Tchkalov, aujourd'hui Orenbourg, en RSFS de Russie, est un footballeur soviétique ayant évolué aux postes d'attaquant et de milieu de terrain entre 1964 et 1980 avant de se reconvertir comme entraîneur. Il devient russe en 1991 à la suite de la chute de l'URSS.
Sa carrière de joueur le voit notamment passer dans les rangs du Spartak, Dynamo et Lokomotiv Moscou. Il remporte dans ce deuxième club son seul trophée national en gagnant la coupe d'Union soviétique en 1970.
Après sa retraite, il entraîne dans un premier temps le Kouban Krasnodar puis le Pamir Douchanbé avant de prendre en 1986 la tête du Lokomotiv Moscou qu'il dirige jusqu'en 2005, avec une interruption d'un an en 1991. Reprenant à son arrivée une équipe stagnant au sein de la deuxième division soviétique, il fait progressivement du club l'un des principaux acteurs du nouveau championnat russe dans les années 1990 et 2000 et remporte les deux premiers titres de champion de son histoire en 2002 et 2004. Il se distingue également dans la coupe de Russie qu'il gagne à quatre reprises entre 1996 et 2001.
Il quitte finalement le Lokomotiv en avril 2005 pour reprendre brièvement la sélection russe avant de diriger le Dynamo Moscou en début d'année 2006. De passage au Dynamo Kiev entre 2008 et 2009, il remporte le championnat ukrainien lors de cette dernière année. Après un retour manqué au Lokomotiv Moscou entre 2009 et 2010, il effectue un second passage au Dynamo Kiev de 2011 à 2012. Il connaît par la suite plusieurs postes dans des clubs plus mineurs tels que le FK Qabala, le Mordovia Saransk et l'Anji Makhatchkala entre 2013 et 2015 avant d'effectuer un quatrième passage au Lokomotiv Moscou en 2016. Ce dernier retour est plus probant et le voit remporter le championnat russe pour la troisième fois en 2018 ainsi que deux autres coupes de Russie en 2017 et 2019 avant de quitter ses fonctions à la fin du mois de mai 2020. 

## Biographie

### Carrière de joueur
Siomine naît le 11 mai 1947 à Tchkalov, aujourd'hui Orenbourg. Il déménage avec ses parents à l'âge de trois ans dans la ville d'Orel où il effectue sa formation dans le club local du Spartak. Il fait ses débuts professionnels avec son club formateur à l'âge de 16 ans lors de la saison 1965, alors que le club évolue en troisième division soviétique. Après un début de saison prolifique qui le voit inscrire six buts en seize matchs de championnat, il est rapidement repéré par le club de première division du Spartak Moscou qui le recrute durant l'été 1965. Il y passe trois années, disputant quarante-sept matchs pour neuf buts inscrits.
En manque de temps de jeu à l'issue de la saison 1967, Siomine quitte le Spartak à l'issue de la saison et s'engage avec le Dynamo Moscou. Progressivement déplacé au poste de milieu de terrain, il y passe trois saisons, disputant plus de 110 matchs et inscrivant 25 buts. Il participe ainsi à la victoire du club en Coupe d'URSS en 1970 ainsi que sa deuxième place en championnat la même année. Il quitte le club en 1971 à la suite d'une dispute avec son entraîneur, qui a refusé de lui laisser jouer le quart de finale de Coupe des coupes face à l'Étoile rouge de Belgrade.
Siomine quitte par la suite Moscou pour rallier le Kazakhstan et le Kaïrat Alma-Ata, où il évolue deux saisons avant de passer brièvement par le Tchaklovets Novossibirsk en 1974. Il retrouve la capitale soviétique en 1975 en s'engageant avec le Lokomotiv Moscou. Après trois saisons sous les couleurs vertes et rouges, il rallie le Kouban Krasnodar où il évolue jusqu'à la fin de sa carrière de joueur à l'âge de 33 ans à l'issue de la saison 1980.

### Carrière d’entraîneur

#### Débuts et premiers passages au Lokomotiv Moscou (1982-2005)
Peu après sa retraite, Siomine entame sa reconversion en tant qu'entraîneur, intégrant le staff technique du Kouban Krasnodar en janvier 1982 avant d'être nommé entraîneur en chef au mois d'octobre, alors que le club se trouve en difficulté en première division. Il ne parvient cependant pas à inverser la tendance et il quitte le club peu après sa relégation à l'issue de la saison. Il entraîne par la suite le club tadjik du Pamir Douchanbé en deuxième division entre 1983 et 1985.

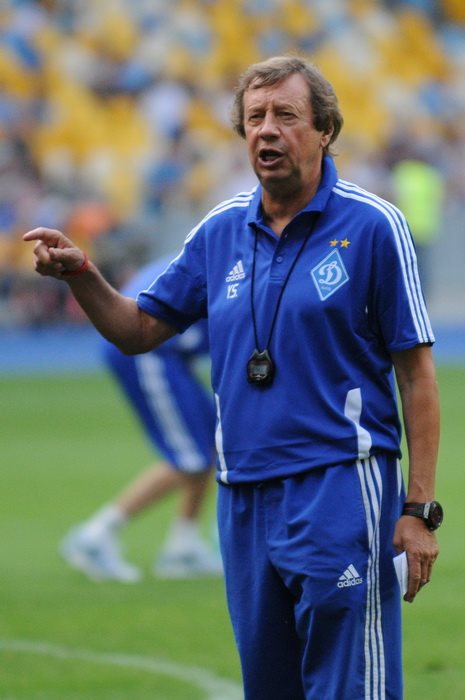
Siomine avec le Dynamo Kyev en 2012.

Il s'en va par la suite entraîner le Lokomotiv Moscou à partir de la saison 1986 alors que le club se trouve en deuxième division. Ses premières années sont notamment ponctuées d'une promotion à l'issue de la saison 1987 suivi d'une relégation deux ans après avant d'être à nouveau promu en 1990, année où il atteint également la finale de la Coupe d'Union soviétique. Il se retire du club à l'issue de la saison pour s'engager avec l'équipe olympique de la Nouvelle-Zélande, avec pour objectif de la qualifier pour les Jeux olympiques de 1992. Il échoue cependant à cette tâche et quitte la sélection au bout d'un an pour retrouver le banc du Lokomotiv en janvier 1992. Il occupe par la suite plusieurs postes d'adjoint auprès de la sélection russe entre 1992 et 1994 et de 1996 à 1999.
Sous les ordres de Siomine, le club, qui n'a plus connu de grands succès depuis les années 1950, joue régulièrement les premières places du nouveau championnat russe, terminant notamment vice-champion trois fois d'affilée entre 1999 et 2001 avant de l'emporter finalement dans un premier temps lors de la saison 2002 puis deux ans plus tard en 2004. Son règne voit également le club remporter la Coupe de Russie à quatre reprises entre 1996 et 2001, la première constituant alors le premier titre majeur du club depuis la Coupe d'Union soviétique de 1957. Il amène également l'équipe à plusieurs épopées européennes de rang, les plus notables étant les demi-finales successives de Coupe des coupes en 1998 et en 1999,.

#### Piges diverses (2005-2015)
Approché par la fédération russe pour reprendre le poste de sélectionneur, Siomine quitte le Lokomotiv après treize années durant le mois d'avril 2005 pour prendre les rênes de la sélection russe avec pour objectif la qualification pour la Coupe du monde 2006. Il échoue cependant dans sa mission en terminant troisième du groupe 3 derrière la Slovaquie et décide de quitter ses fonctions en novembre 2005, malgré une offre de prolongation. Un temps pressenti pour un retour au Lokomotiv, il est finalement engagé quelques jours plus tard par le Dynamo Moscou. À la suite d'un début de saison catastrophique ne l'ayant vu remporter qu'un seul matchs en quatorze journées et à l'issue d'une défaite 3-0 face Torpedo Moscou le 4 août 2006, il décide de démissionner.
Après un bref retour au Lokomotiv en tant que président du club en 2007, il est nommé à la tête du club ukrainien du Dynamo Kiev le 8 décembre 2007, prenant ses fonctions à partir du 1er janvier 2008. Il mène notamment l'équipe au titre de champion d'Ukraine à l'issue de la saison 2008-2009 ainsi qu'à une demi-finale de Coupe UEFA la même saison, perdu face aux rivaux du Chakhtar Donetsk avant de quitter le club à la fin de son contrat en mai 2009. Il effectue dans la foulée son retour sur le banc du Lokomotiv Moscou. Après des résultats en deçà des attentes, il est renvoyé à l'issue de la saison 2010.
Siomine fait son retour au Dynamo Kiev le 23 décembre 2010, signant un contrat de deux ans et demi. L'expérience n'est pas concluante et il est finalement remercié en septembre 2012. Il rejoint par la suite le club azéri du FK Qabala pour la saison 2013-2014, avec qui il termine troisième du championnat et atteint la finale de la coupe. Il quitte cependant le club au bout d'une seule saison.
Quelques jours après son départ de Qabala, Siomine est nommé entraîneur du Mordovia Saransk, tout juste promu en première division russe, avec pour objectif de maintenir le club. Après l'avoir amené à la huitième place du championnat, il annonce son départ en mai 2015. Il s'engage le mois suivant avec l'Anji Makhatchkala dans le cadre d'un contrat d'un an. Il est cependant renvoyé dès la fin du mois de septembre alors que l'équipe se classe quinzième du championnat après dix journées.

#### Quatrième passage au Lokomotiv (2016-2020)
Le Lokomotiv Moscou annonce en août 2016 le retour de Siomine, qui effectue son quatrième passage sur le banc du club. Il y remporte sa cinquième Coupe de Russie en 2017 avant d'y remporter son troisième championnat l'année suivante, le premier du club depuis 2004, puis une nouvelle coupe en 2019. En fin de contrat à l'issue du mois de mai 2020, il quitte par la suite le club.
Après un peu plus d'un an d'inactivité, Siomine retrouve un poste au début du mois d'août 2021 en prenant la tête du FK Rostov dans le cadre d'un contrat de deux ans. Son passage s'avère cependant très bref, l'entraîneur posant sa démission dès le 25 septembre suivant sur un bilan d'une seule victoire en sept matchs.

## Statistiques

### Statistiques de joueur
| Saison                | Club                     | Championnat           | Championnat | Championnat | Coupe(s) nationale(s) | Coupe(s) nationale(s) | Compétition(s) continentale(s) | Compétition(s) continentale(s) | Compétition(s) continentale(s) | Total | Total |
| Saison                | Club                     | Division              | M.          | B.          | M.                    | B.                    | Comp.                          | M.                             | B.                             | M.    | B.    |
| 1965                  | Spartak Orel             | D3                    | 16          | 6           | 1                     | 0                     | -                              | -                              | -                              | 17    | 6     |
| Sous-total            | Sous-total               | Sous-total            | 16          | 6           | 1                     | 0                     | -                              | -                              | -                              | 17    | 6     |
| 1965                  | Spartak Moscou           | D1                    | 13          | 2           | -                     | -                     | -                              | -                              | -                              | 13    | 2     |
| 1966                  | Spartak Moscou           | D1                    | 22          | 4           | 1                     | 0                     | C2                             | 3                              | 3                              | 26    | 7     |
| 1967                  | Spartak Moscou           | D1                    | 8           | 0           | -                     | -                     | -                              | -                              | -                              | 8     | 0     |
| Sous-total            | Sous-total               | Sous-total            | 43          | 6           | 1                     | 0                     | -                              | 3                              | 3                              | 47    | 9     |
| 1968                  | Dynamo Moscou            | D1                    | 16          | 3           | 5                     | 1                     | -                              | -                              | -                              | 21    | 4     |
| 1969                  | Dynamo Moscou            | D1                    | 29          | 9           | 3                     | 1                     | -                              | -                              | -                              | 32    | 10    |
| 1970                  | Dynamo Moscou            | D1                    | 29          | 4           | 5                     | 2                     | -                              | -                              | -                              | 34    | 6     |
| 1971                  | Dynamo Moscou            | D1                    | 21          | 4           | 3                     | 1                     | C2                             | 2                              | 0                              | 26    | 5     |
| Sous-total            | Sous-total               | Sous-total            | 95          | 20          | 16                    | 5                     | -                              | 2                              | 0                              | 113   | 25    |
| 1972                  | Kaïrat Alma-Ata          | D1                    | 25          | 3           | -                     | -                     | -                              | -                              | -                              | 25    | 3     |
| 1973                  | Kaïrat Alma-Ata          | D1                    | 18          | 2           | 2                     | 0                     | -                              | -                              | -                              | 20    | 2     |
| Sous-total            | Sous-total               | Sous-total            | 47          | 5           | 2                     | 0                     | -                              | -                              | -                              | 49    | 5     |
| 1974                  | Tchkalovets Novossibirsk | D3                    | 27          | 4           | -                     | -                     | -                              | -                              | -                              | 27    | 4     |
| Sous-total            | Sous-total               | Sous-total            | 27          | 4           | -                     | -                     | -                              | -                              | -                              | 27    | 4     |
| 1975                  | Lokomotiv Moscou         | D1                    | 27          | 4           | 1                     | 0                     | -                              | -                              | -                              | 28    | 4     |
| 1976                  | Lokomotiv Moscou         | D1                    | 28          | 4           | 3                     | 0                     | -                              | -                              | -                              | 31    | 4     |
| 1977                  | Lokomotiv Moscou         | D1                    | 23          | 1           | -                     | -                     | -                              | -                              | -                              | 23    | 1     |
| Sous-total            | Sous-total               | Sous-total            | 78          | 9           | 4                     | 0                     | -                              | -                              | -                              | 82    | 9     |
| 1978                  | Kouban Krasnodar         | D2                    | 34          | 10          | -                     | -                     | -                              | -                              | -                              | 34    | 10    |
| 1979                  | Kouban Krasnodar         | D2                    | 39          | 4           | 5                     | 1                     | -                              | -                              | -                              | 44    | 5     |
| 1980                  | Kouban Krasnodar         | D1                    | 21          | 0           | 3                     | 0                     | -                              | -                              | -                              | 24    | 0     |
| Sous-total            | Sous-total               | Sous-total            | 94          | 14          | 8                     | 1                     | -                              | -                              | -                              | 102   | 15    |
| Total sur la carrière | Total sur la carrière    | Total sur la carrière | 400         | 64          | 32                    | 6                     | -                              | 5                              | 3                              | 437   | 73    |

### Statistiques d'entraîneur
| Kouban Krasnodar  | octobre 1982     | décembre 1982     | 12    | 2   | 2   | 8   | 16,7  |
| Pamir Douchanbé   | juin 1983        | 1985              | 143   | 62  | 31  | 50  | 43,4  |
| Lokomotiv Moscou  | 5 janvier 1986   | 1er janvier 1991  | 204   | 92  | 55  | 57  | 45,1  |
| Lokomotiv Moscou  | 1er janvier 1992 | 18 avril 2005     | 533   | 281 | 126 | 126 | 52,7  |
| Russie            | 18 avril 2005    | 8 novembre 2005   | 7     | 3   | 4   | 0   | 42,9  |
| Dynamo Moscou     | 11 novembre 2005 | 8 août 2006       | 14    | 1   | 6   | 7   | 7,1   |
| Dynamo Kiev       | 8 décembre 2007  | 26 mai 2009       | 67    | 46  | 11  | 10  | 68,6  |
| Lokomotiv Moscou  | 1er juin 2009    | 29 novembre 2010  | 53    | 24  | 15  | 14  | 45,3  |
| Dynamo Kiev       | 23 décembre 2010 | 24 septembre 2012 | 77    | 50  | 13  | 14  | 64,9  |
| FK Qabala         | 29 mai 2013      | 23 mai 2014       | 42    | 23  | 7   | 12  | 54,8  |
| Mordovia Saransk  | 27 mai 2014      | 30 mai 2015       | 33    | 13  | 5   | 15  | 39,4  |
| Anji Makhatchkala | 18 juin 2015     | 29 septembre 2015 | 11    | 2   | 3   | 6   | 18,2  |
| Lokomotiv Moscou  | 26 août 2016     | 31 mai 2020       | 148   | 75  | 30  | 43  | 50,7  |
| FK Rostov         | 4 août 2021      | 25 septembre 2021 | 7     | 1   | 3   | 3   | 14,29 |
| Total             | Total            | Total             | 1 351 | 675 | 311 | 365 | 50,0  |

## Palmarès

### Palmarès de joueur
| Dynamo Moscou - Championnat d'Union soviétique - Vice-champion : 1970. - Coupe d'Union soviétique (1) - Vainqueur : 1970. | Lokomotiv Moscou - Coupe des syndicats de chemin de fer (1) - Vainqueur : 1976. |

### Palmarès d'entraîneur
| Lokomotiv Moscou - Championnat de Russie (3) - Champion : 2002, 2004 et 2018. - Vice-champion : 1995, 1999, 2000, 2001 et 2019. - Coupe d'Union soviétique - Finaliste : 1990. - Coupe de Russie (6) - Vainqueur : 1996, 1997, 2000, 2001, 2017 et 2019. - Finaliste : 1998. - Coupe de la CEI (1) - Vainqueur : 2005. - Supercoupe de Russie (3) - Vainqueur : 2003, 2005 et 2019. - Finaliste : 2017 et 2018. | Dynamo Kiev - Championnat d'Ukraine (1) - Champion : 2009. - Vice-champion : 2008, 2011 et 2012. - Coupe d'Ukraine - Finaliste : 2008 et 2011. - Supercoupe d'Ukraine (1) - Vainqueur : 2011. | FK Qabala - Coupe d'Azerbaïdjan - Finaliste : 2014. |